# Día Mundial de los Docentes
El Día Mundial de los Docentes es una celebración anual que tiene lugar el 5 de octubre desde 1994, instaurada por la UNESCO en ese mismo año.

## Proclamación
El Día Mundial de los Docentes fue proclamado por la UNESCO el 5 de octubre de 1994, con la colaboración de la Organización Internacional del Trabajo (OIT), el UNICEF y la Internacional de la Educación. La proclamación de este día tiene como objetivo reconocer el papel de los docentes en la transformación de la educación, reflexionar sobre el apoyo necesario para que puedan desarrollar adecuadamente su profesión, y considerar el futuro de la profesión a nivel mundial. Además busca enfatizar la importancia de los derechos y responsabilidades del personal docente, establecidos en la Recomendación de la OIT y la UNESCO relativa a la Situación del Personal Docente de 1966, así como en la Recomendación relativa a la Condición del Personal Docente de la Enseñanza Superior de 1997.

## Celebración
Este día se celebra cada 5 de octubre, fecha seleccionada para conmemorar el aniversario de la adopción de la Recomendación de 1966 de la OIT y la UNESCO. La primera celebración oficial tuvo lugar en 1994. Durante esta jornada, se llevan a cabo diversas actividades y eventos que destacan los valores docentes abordando los desafíos que enfrentan. Entre estas actividades se incluyen conferencias, talleres, debates y ceremonias de reconocimiento. Además, se emiten mensajes conjuntos de los líderes de la UNESCO, la OIT, el UNICEF y la Internacional de la Educación, llamando a los países a transformar la enseñanza en una profesión más atractiva y valorada, y a proporcionar el apoyo adecuado a los docentes para satisfacer las necesidades de todos los alumnos.

## Temas
- 2000: Ampliar horizontes[8]
- 2003: El personal docente abre las puertas a un mundo mejor[9]
- 2004: Quality Teachers for quality education,[10]  ('Profesores de calidad para una educación de calidad')
- 2005: Sin Tema[11]
- 2006: ONU pide mejorar condiciones laborales[12]
- 2007: UNESCO advierte escasez de profesores[13]
- 2008: ¡Los docentes sí cuentan![14]
- 2009: Invertir en las y los Docentes hoy es construir un futuro mejor[15]
- 2010: ¡la página web ya está abierta![16]
- 2011: Docentes para la igualdad de género[17]
- 2012: ¡Apoya ahora a tus docentes![18]
- 2013: ¡Un llamamiento a la docencia![19]
- 2014: Invertir en el futuro, invertir en docentes[20]
- 2015: Empoderar al profesorado para construir sociedades sostenibles[21]
- 2016: Valoremos a  las y los docentes, mejoremos su situación profesional[22]
- 2017: Enseñar en libertad, empoderar a los docentes[23]
- 2018: El derecho a la educación implica el derecho a docentes cualificados[24]
- 2019: Docentes jóvenes: el futuro de la profesión[25]
- 2020: Líderes en situaciones de crisis que reimaginan el futuro[26]
- 2021: El mejor homenaje sería la mejora de las condiciones laborales del profesorado[27]
- 2022: La transformación de la educación comienza con las y los docentes[28]
- 2023: Los docentes que necesitamos para la educación que queremos: el imperativo mundial de acabar con la escasez de docentes[29]

- 2024: "Valorar la voz de docente: hacia un nuevo contrato social para la educación".[30]